# Tatuagem (filme)
Tatuagem é um filme brasileiro de 2013, do gênero drama, dirigido por Hilton Lacerda. Suas gravações foram feitas em Olinda, Recife e Cabo de Santo Agostinho Foi lançado pela Imovision nos cinemas em 8 de novembro de 2013. Em novembro de 2015 o filme entrou na lista feita pela Associação Brasileira de Críticos de Cinema (Abraccine) dos 100 melhores filmes brasileiros de todos os tempos.

## Sinopse
No Brasil do ano de 1978, um grupo de artistas provoca a moral e os bons costumes pregado pela ditadura militar, ainda atuante mas demonstrando sinais de esgotamento. Num teatro/cabaré localizado entre duas cidades do Nordeste do Brasil aconteciam os espetáculos da trupe, conhecida como Chão de Estrelas. Dirigida e liderada por Clécio Wanderley (Irandhir Santos), além de outros artistas e intelectuais e seu diversificado público, a trupe apresenta os seus espetáculos de resistência política com muito deboche, anarquia e subversão.
É neste cenário que Clécio conhece Fininha, o soldado Arlindo Araújo (Jesuíta Barbosa). Um garoto de 18 anos que muda a vida de Clécio. É neste encontro de mundos, o militar com a ditadura, rigidez e atrocidades, e o mundo do cabaré e da arte do Chão de Estrelas, com sua subversão, alegria e homossexualidade; no choque entre o encontro de Clécio e Fininha que cria uma marca que nos lança no futuro, como uma tatuagem.

## Elenco
- Irandhir Santos como Clécio Wanderley
- Jesuíta Barbosa como Arlindo Araújo (Fininha)
- Rodrigo García como Paulete
- Sílvio Restiffe como Prof. Joubert
- Sylvia Prado como Deusa
- Arthur Canavarro como Érico
- Deyvid Queiroz de Morais como Tuca
- Ariclenes Barroso como Soldado Gusmão
- Soia Lira como Albanita
- Auriceia Fraga como Zozima
- Thomás Aquino como Traficante

## Prêmios
- Kikito de Melhor Filme - Festival de Gramado.[6]
- Melhor Trilha Musical - DJ Dolores - Festival de Gramado.[6]
- Melhor Ator - Irandhir Santos - Festival de Gramado.[6]
- Prêmio Especial do Júri - Ficção - Festival de Cinema do Rio.[7]
- Melhor Ator - Jesuíta Barbosa - Festival de Cinema do Rio.[7]
- Melhor Ator Coadjuvante - Rodrigo García - Festival de Cinema do Rio[7]
- Melhor Longa-metragem Ficção - Prêmio do Público - Festival de Cinema do Rio.[7]
- Prêmio FIPRESCI de Melhor Longa Latino-Americano - Festival de Cinema do Rio.[7]
- Melhor Ator - Rodrigo García - 57º Prêmio da Associação Paulista de Críticos de Arte.[8]